# Tony Attwood

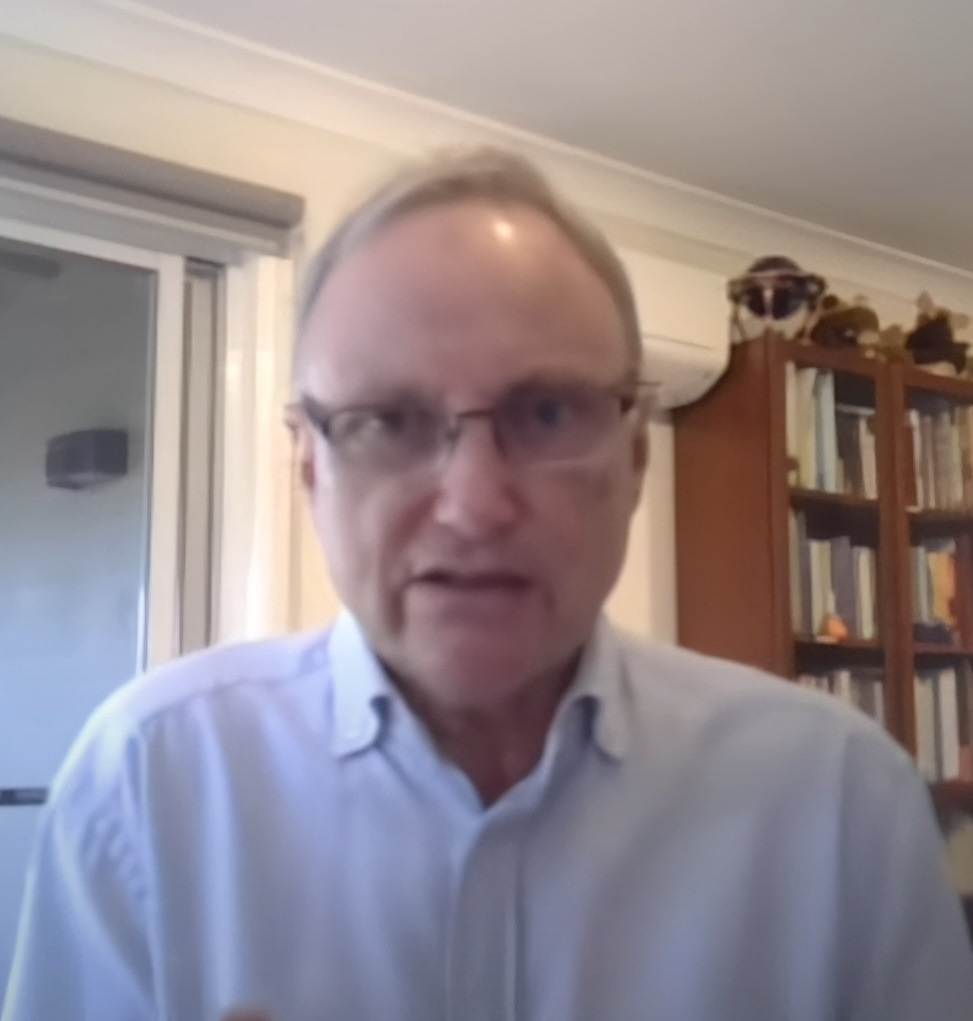
Tony Attwood (2020)

Tony Attwood (* 9. Februar 1952 in Birmingham) ist ein britischer klinischer Psychologe. Er ist auf das Asperger-Syndrom spezialisiert und hat zahlreiche Bücher und andere Medien über dieses Thema veröffentlicht. Das bekannteste und in zahlreiche Sprachen übersetzte Buch ist Asperger's Syndrome; der deutsche Titel lautet Das Asperger-Syndrom: Das erfolgreiche Praxis-Handbuch für Eltern und Therapeuten und ist inzwischen in der 4. Auflage erschienen.

## Leben
Im Alter von vierzehn Jahren begann er sich das erste Mal für Psychologie zu interessieren und beschloss 1971 seit dem Zusammentreffen mit zwei autistischen Kindern sich auf Autismus, insbesondere das Asperger-Syndrom, zu spezialisieren. Heute lebt er in Queensland, Australien. Dort leitet er seit 1992 zusammen mit dem Kinderpsychiater Brian Ross eine Klinik zur Diagnose und Behandlung von Kindern und Erwachsenen mit Asperger-Syndrom.

## Schriften (Auswahl)
- Leben mit dem Asperger-Syndrom: von Kindheit bis Erwachsensein – alles, was weiterhilft. 3.  Auflage. TRIAS, Stuttgart 2019, ISBN 978-3-432-10979-4.
- Das Asperger-Syndrom. Das erfolgreiche Praxis-Handbuch für Eltern und Therapeuten. 5.  Auflage. TRIAS, Stuttgart 2022, ISBN 978-3-432-11500-9.
- mit Michelle Garnett: Mit Asperger-Syndrom im Job zufrieden und erfolgreich sein. Das 7-Schritte-Programm für Menschen im Autismus-Spektrum. TRIAS, Stuttgart 2024, ISBN 978-3-432-11836-9.